# Felipe Ochagavía
Felipe Ochagavía Eguiguren (Rancagua, Chile, 16 de septiembre de 1993) es un exfutbolista chileno con ascendencia vasca que juega de portero y actualmente está retirado.

## Clubes
| Club             | País   | Año       |
| ---------------- | ------ | --------- |
| Academia Machalí | Chile  | 2012      |
| O'Higgins        | Chile  | 2013-2015 |
| Celta de Vigo B  | España | 2015      |
| O'Higgins        | Chile  | 2015-2016 |
| Magallanes       | Chile  | 2016-2017 |
| O'Higgins        | Chile  | 2017      |

## Palmarés

### Campeonatos nacionales
| Título             | Club      | País  | Año    |
| ------------------ | --------- | ----- | ------ |
| Primera División   | O'Higgins | Chile | 2013-A |
| Supercopa de Chile | O'Higgins | Chile | 2014   |

### Distinciones individuales
| Distinción                   | Año  |
| ---------------------------- | ---- |
| Medalla Santa Cruz de Triana | 2014 |